# Шакуев, Василий Бембеевич
Васи́лий Бембе́евич Шаку́ев (род. 6 января 1955, Ясная Поляна, Калачинский район, Омская область, РСФСР, СССР) — советский и российский калмыцкий журналист и поэт, редактор, член Союза журналистов России, Заслуженный работник культуры Республики Калмыкия. Значительная часть творчества Шакуева посвящена трагической истории депортации калмыков.

## Биография
Родился в деревне Ясная Поляна Калачинского района Омской области, куда его родители были сосланы в результате депортации калмыков советскими властями. С 1973 по 1975 год служил в рядах Советской армии, затем поступил на факультет журналистики Уральского государственного университета в Свердловске. В студенческие годы занялся литературным творчеством. Впервые проявил себя как поэт в 1977 году, прочитав на республиканском радио собственное стихотворение «Фронтовик», посвящённое участнику Великой Отечественной войны Убушу Дорджиеву. Первым опубликованным произведением Шакуева стало стихотворение «Чичердык», опубликованное в газете «Комсомолец Калмыкии» в июле 1978 года.
После окончания университета работал в печатных изданиях Калмыкии. В начале 2000-х годов был главным редактором издания «Вечерняя Элиста». С 2007 года возглавляет отдел общественно-политической жизни в главной республиканской газете «Хальмг үнн», освещает работу Народного Хурала (Парламента) региона.

## Награды
- Медаль «За труды в культуре и искусстве» (3 января 2024 года) — за большие заслуги в развитии отечественной культуры и искусства, многолетнюю плодотворную творческую деятельность[4].
- Заслуженный работник культуры Республики Калмыкия.
- Благодарность Президента Республики Калмыкия (4 октября 2005 года) — за активное участие в освещении работы по организации и проведению  заседания Государственного Совета Российской Федерации[5].